# Nyköping község
Nyköping község (svédül: Nyköpings kommun) Svédország 290 községének egyike. Södermanland megyében található, székhelye Nyköping.
A jelenlegi községet 1971-ben hozták létre Nyköping város és számos környező község egyesítésével.

## Települések
A község települései:
| Település   | Népesség | Megjegyzés         |
| ----------- | -------- | ------------------ |
| Arnö        | 3925     |                    |
| Bergshammar | 804      |                    |
| Buskhyttan  | 213      |                    |
| Enstaberga  | 461      |                    |
| Jönåker     | 610      |                    |
| Nyköping    | 39770    | a község székhelye |
| Nävekvarn   | 858      |                    |
| Oxbacken    | 220      |                    |
| Runtuna     | 268      |                    |
| Sjösa       | 477      |                    |
| Stavsjö     | 221      |                    |
| Stigtomta   | 1948     |                    |
| Svalsta     | 1020     |                    |
| Tystberga   | 844      |                    |
| Vrena       | 665      |                    |
| Ålberga     | 271      |                    |